# Sciotropis
Sciotropis is een geslacht van libellen (Odonata) uit de familie van de Megapodagrionidae (Vlakvleugeljuffers).

## Soorten
Sciotropis omvat 2 soorten:
- Sciotropis cyclanthorum Rácenis, 1959
- Sciotropis lattkei De Marmels, 1994